# مستر بوغس
مستر بوغس (بالإنجليزية: Mr. Bogus)‏ ، هي مسلسل رسوم المتحركة الكوميدية الأمريكية بثت سنة 1991م ، وتوقف الحلقة الأخيرة في شهر نوفمبر سنة 1993م ، ودبلجت إلى لغات غدة من بينها الفرنسية والعربية  تحت مسمى مغامرات فهيم.